# Ovide Mercredi
Ovide Mercredi (Grand Rapids, 30 janvier 1946 -) est un homme politique canadien de la nation crie. Il a dirigé l'Assemblée des Premières Nations entre 1991 et 1997.
Mercredi étudia le droit à l'université du Manitoba où il obtint son diplôme universitaire en droit en 1977. Pendant qu'il était étudiant, il devint Président de l'association des étudiants amérindiens du Canada.
En 1989, il fut élu chef lors de l'assemblée amérindienne du Manitoba. Mercredi étant spécialisé en droit constitutionnel, il devint une personnalité incontournable lors des discussions pour l'Accord du lac Meech.
En 1990, Ovide Mercredi joua un rôle important pour résoudre la crise d'Oka.
De 2007 à 2011, il est chancelier de l'University College of the North, au Manitoba,. Il est un officier de l'Ordre du Canada.